# قیه‌بلاغی
قیه‌بلاغی یکی از روستاهای استان آذربایجان شرقی است که در دهستان سراجوی شمالی بخش مرکزی شهرستان مراغه واقع شده‌است. این روستا دارای زمستان های سردی میباشد.